# Stelis tenuilabris
Stelis tenuilabris är en orkidéart som beskrevs av John Lindley. Stelis tenuilabris ingår i släktet Stelis och familjen orkidéer. Inga underarter finns listade i Catalogue of Life.